# Superstylin'
«Superstylin'» es un sencillo del dúo británico de música electrónica Groove Armada. Se lanzó el 13 de agosto de 2001 como el primer sencillo del álbum Goodbye Country (Hello Nightclub). Las voces fueron realizadas por el vocalista de Groove Armada, MC M.A.D. (Mike Daniels). El grupo le dio crédito a Daniels por el sonido de género cruzado de la canción, diciendo que era música house con influencias de dancehall, reggae y dub, con un bajo de speed garage.

## Lista de canciones
| Sencillo CD |                                    |          |  |
| N.º         | Título                             | Duración |  |
| 1.          | «Superstylin'» (G.A. 7" Edit)      | 3:43     |  |
| 2.          | «Superstylin'» (G.A. Diskotek Mix) | 5:45     |  |
| 3.          | «Tuning In» (Dub Mix)              | 4:45     |  |

## Posicionamiento en listas
| Lista (2001)                                | Mejor posición |
| ------------------------------------------- | -------------- |
| Australia (ARIA)                            | 49             |
| Bélgica (Flandes) (Ultratop 50)             | 48             |
| Bélgica (Valonia) (Ultratip Bubbling Under) | 18             |
| Brasil (ABPD)                               | 31             |
| Irlanda (IRMA)                              | 41             |
| Italia (FIMI)                               | 37             |
| Países Bajos (Mega Single Top 100)          | 82             |
| Nueva Zelanda (Recorded Music NZ)           | 43             |
| Escocia (Scottish Singles Sales Chart)      | 18             |
| Reino Unido (UK Singles Chart)              | 12             |
| Reino Unido (UK Dance Chart)                | 1              |
| Reino Unido (UK Indie Chart)                | 1              |
| Estados Unidos (Hot Dance Club Songs)       | 40             |